# Miombotörnskata
Miombotörnskata (Lanius souzae) är en afrikask fågel i familjen törnskator inom ordningen tättingar.

## Utseende och läten
Miombotörnskatan är en rätt liten (17-18 cm) törnskata med lång, slank stjärt. I fjäderdräkten påminner den om en törnskatshona med gråaktigt huvud och brun ovansida, men har stora, vita skulderfläckar. Honan har ljust rostfärgade flanker och ungfågeln är tätt bandad under. Fågeln hörs sällan, då med varierande tjattrande och visslande ljud.

## Utbredning och systematik
Miombotörnskata delas in i tre underarter med följande utbredning:
- Lanius souzae souzae – förekommer från sydöstra Gabon till södra Kongo-Brazzaville, södra Kongo-Kinshasa, norra Zambia och Angola
- Lanius souzae burigi – förekommer från nordvästra Tanzania till östra Zambia, östra Rwanda och Burundi
- Lanius souzae tacitus – förekommer från sydöstra Angola till norra Namibia, södra Zambia, Malawi och västra Moçambique

## Levnadssätt
Miombotörnskatan hittas som namnet avslöjar i miomboskogslandskap, men även mopane och framför allt där skogen är utglesad. Den ses också kring välväxta trädgårdar. Födan är dåligt känd, men insekter och större spindlar har noterats. Möjligen tar den även små ryggradsdjur. Fågeln häckar åtminstone i september i Angola, september till november i Demokratiska Republiken Kongo och Zambia samt huvudsakligen i oktober i Malawi. Arten är huvudsakligen stannfågel.

## Status och hot
Arten har ett stort utbredningsområde och en stor population, men tros minska i antal till följd av habitatförstörelse, dock inte tillräckligt kraftigt för att den ska betraktas som hotad. Internationella naturvårdsunionen IUCN kategoriserar därför arten som livskraftig (LC). Världspopulationen har inte uppskattats men den beskrivs som ovanlig.

## Namn
Miombo är swahili för trädsläktet Brachystegia som omfattar ett stort antal arter, vilka bildar en öppen skog eller ett savannlandskap i södra Centralafrika. Miombo är också en beteckning för denna vegetationstyp som dominerar inom stora delar av området. Fågelns vetenskapliga artnamn hedrar den portugisiske ornitologen José Augusto de Sousa (1837-1889).

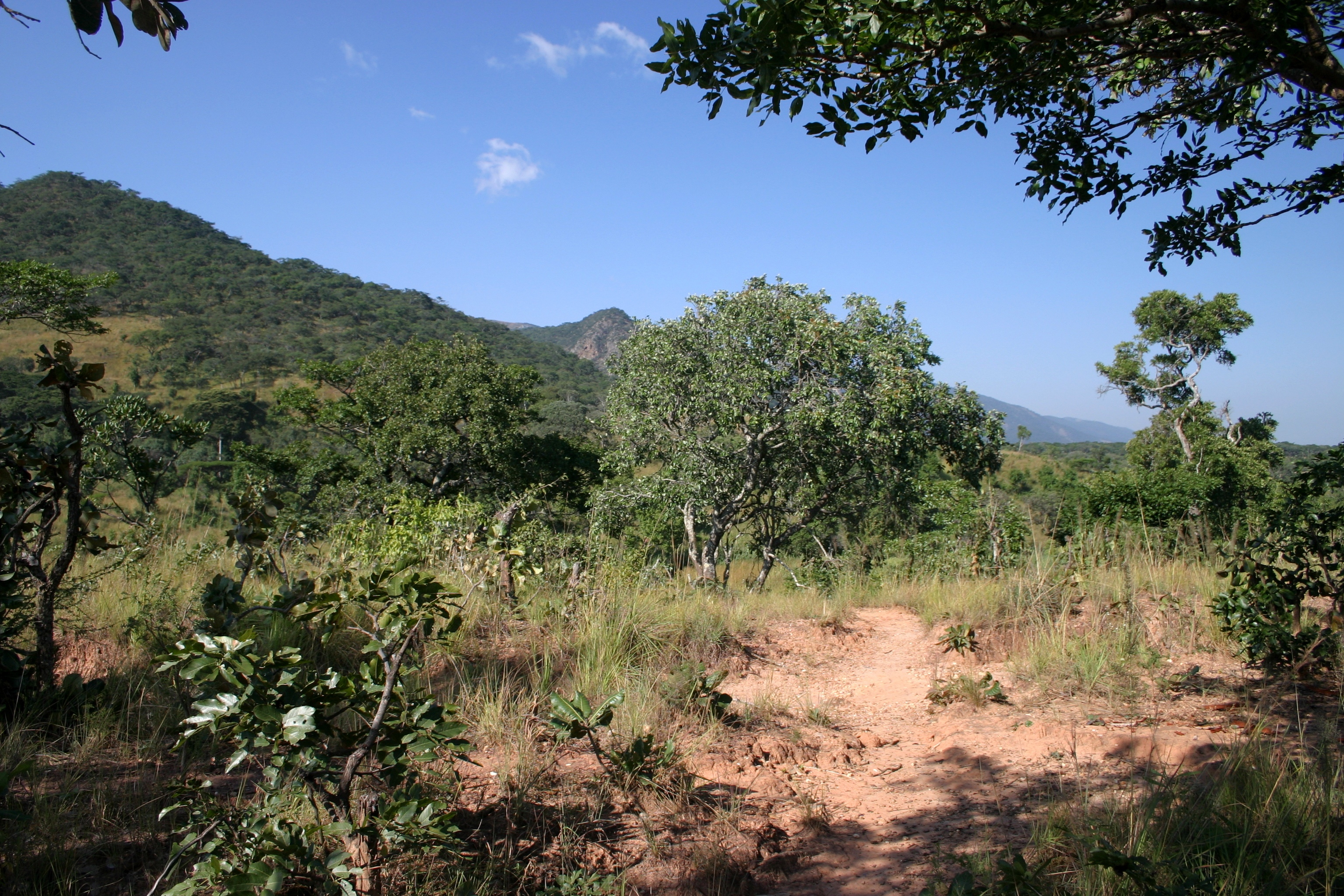
Fågeln är uppkallad efter skogstypen miombo där den förekommer.